# 誰も知らない明石家さんま
『誰も知らない明石家さんま』（だれもしらないあかしやさんま）は、2015年から日本テレビ系列で年に1回のペースで放送されているトーク・クイズバラエティ番組であり、明石家さんまの冠番組である。

## 概要
明石家さんま関連のエピソードを題材にした番組シリーズで、2012年から『行列のできる法律相談所』→『行列のできる相談所』の春・秋、及びクリスマス（2017年・2018年）・年始のスペシャルでさんまが司会を務めている縁から、同番組のスタッフが制作を担当し、当番組で紹介するさんまの伝説エピソードも同番組最後で募集している。
スタジオセットも『行列』と同一で、パネラーには『行列』の司会を務める後藤輝基、東野幸治らレギュラーメンバーも参加している。また、第2回からは冒頭で『行列』のスペシャルと同様に、カーテン付の特設ステージからさんまが何らかの仕込みをしながら登場するようになった（第1回のみ板付き）。また、第6回からはエンディングに翌週の『行列』の予告も放送しており、実質的にタイトルを改題した上での『行列』の特別編として扱われている。

## 出演者

### 司会
- 明石家さんま

### アシスタント
- 市來玲奈（日本テレビアナウンサー） - 第4弾以降。

### パネラー
- 東野幸治
- 後藤輝基
- 滝沢カレン
- フワちゃん

### 過去の出演者
アシスタント
- 徳島えりか（日本テレビアナウンサー） - 第3弾まで。

## 放送リスト
出演者の並びは各回公式サイトでの記述に基づく。

### 第1回
- タイトル：「誰も知らない明石家さんま 史上最大のさんま早押しトーク」[注 2]
- 放送日時：2015年11月22日（日曜） 19:00 - 21:54
- スペシャルゲスト：相武紗季、浅野ゆう子、中越典子、萬田久子、田中史朗、畠山健介、山田章仁、磯野貴理子、北村晴男、後藤輝基、東野幸治、宮迫博之、渡部建
- クイズ解答者：島崎遥香（AKB48）、あばれる君、加藤諒、小池美由、滝沢カレン、とまん、藤田ニコル、ふなっしー、ぺこ、りゅうちぇる
- ドラマパート出演者：菅田将暉、新川優愛
- 視聴率：13.7% （ビデオリサーチ調べ、関東地区・世帯・リアルタイム）[3]

### 第2回
- タイトル：「誰も知らない明石家さんま 初のロングインタビューで解禁！」
- 放送日時：2016年11月26日（土曜） 19:00 - 20:54
- ゲスト出演者：勝地涼、指原莉乃（HKT48）、長谷川潤、藤田ニコル、ぺこ＆りゅうちぇる、渡辺直美、後藤輝基、東野幸治、渡部建
- 視聴率：13.5% （ビデオリサーチ調べ、関東地区・世帯・リアルタイム）[4]

### 第3回
- タイトル：「誰も知らない明石家さんま ロングインタビューで解禁！」[注 3]
- 放送日時：2017年11月26日（日曜） 19:00 - 21:54
- ゲスト出演者：生田絵梨花（乃木坂46）、木田優夫（21時台のみ）、木村多江、佐藤二朗、菅田将暉（19・20時台）、ブルゾンちえみ with B、後藤輝基、東野幸治、渡部建
- VTR出演者：おばたのお兄さん、上地雄輔、長嶋一茂、中山秀征、板東英二、BEGIN
- ドラマパート出演者：北村匠海、飯豊まりえ、神保悟志
- 視聴率：13.9% （ビデオリサーチ調べ、関東地区・世帯・リアルタイム）[6]

### 第4回
- タイトル：「誰も知らない明石家さんま 初密着!さんま5つの謎を解禁!」
- 放送日時：2018年11月25日（日曜） 19:00 - 21:54
- ゲスト出演者：IKKO、勝地涼、新川優愛、太賀、チョコレートプラネット（長田庄平・松尾駿）、吉田羊、後藤真希、後藤輝基、東野幸治、宮迫博之、渡部建
- VTR出演者：上田晋也（くりぃむしちゅー）、えなりかずき、コシノジュンコ、吉田鋼太郎、ISSA（DA PUMP）
- ドラマパート出演者：斎藤工、剛力彩芽
- 視聴率：16.0% （ビデオリサーチ調べ、関東地区・世帯・リアルタイム）[7]

### 第5回
- タイトル：「誰も知らない明石家さんま タブー解禁5連発!元妻と再会…40年ぶり母校へ…」[8]
- 放送日時：2019年12月1日（日曜） 19:00 - 21:54[8]
- ゲスト出演者：稲垣啓太、唐田えりか、新川優愛、滝沢カレン、成田凌、眞栄田郷敦、Matt、東野幸治、後藤輝基、渡部建
- VTR出演者：りんごちゃん、アインシュタイン、加藤俊徳、大竹しのぶ
- ドラマパート出演者：成田凌、小日向文世[8]
- 視聴率：14.6%（ビデオリサーチ調べ。関東地区・世帯・リアルタイム）[9]

### 第6回
- タイトル：「誰も知らない明石家さんま さんま画商プロジェクト&初父としてのさんまドラマ」[10]
- 放送日時：2020年12月13日（日曜） 19:00 - 21:54[10]
- ゲスト出演者：岩田剛典、白石麻衣、三浦獠太、東野幸治、後藤輝基、児嶋一哉、滝沢カレン、フワちゃん
- VTR出演者：大竹二千翔
- ドラマパート出演者：安田顕[10]、佐藤勝利[10]、葵わかな[10]
- 視聴率：15.2%（ビデオリサーチ調べ、関東地区・世帯・リアルタイム）[11]

### 第7回
- タイトル：「誰も知らない明石家さんま さんま少年時代物語&さんま画商プロジェクト」
- 放送日時：2021年12月12日（日曜） 19:00 - 21:54
- ゲスト出演者：新庄剛志、安田顕、小池栄子、藤田ニコル、東野幸治、後藤輝基、滝沢カレン、フワちゃん
- ドラマパート出演者：勝地涼、川原瑛都、古田新太

### 第8回
- タイトル：「誰も知らない明石家さんま さんまVS萩本欽一 35年前運命の1日」
- 放送日時：2022年11月20日（日曜） 19:00 - 21:54
- ゲスト出演者：若村麻由美、勝地涼、寺田心、藤田ニコル、東野幸治、後藤輝基、滝沢カレン、フワちゃん
- ドラマパート出演者：杉野遥亮、角田晃広（東京03）

### 第9回
- タイトル：「誰も知らない明石家さんま さんまの人生を変えた8人 ビートたけしとの友情秘話を解禁!」
- 放送日時：2023年11月26日（日曜） 19:00 - 21:54
- ゲスト出演者：満島真之介、松田力也（19時台のみ）、石田ひかり（20・21時台）、板垣李光人、福原遥、ROLAND、東野幸治、後藤輝基、井上芳雄、滝沢カレン、フワちゃん
- VTR出演者：ビートたけし、山田邦子、片岡鶴太郎、三宅恵介（テレビディレクター）、大竹二千翔
- ドラマパート出演者：岩田剛典、香取慎吾、田口浩正、粗品（霜降り明星）

### 第10回
- タイトル：「誰も知らない明石家さんま 第10回記念 80年代芸人がアイドルに勝った日 タブーを破った禁断の一日を解禁」
- 放送日時：2024年12月1日（日曜） 19:00 - 21:54
- ゲスト出演者：永野芽郁、阿部サダヲ、山田邦子、錦鯉、東野幸治、後藤輝基、井上芳雄、滝沢カレン
- ドラマパート出演者：草彅剛[12]、岩松了[13]、鈴木伸之[13]、あの[13]、板尾創路[13]、田中直樹（ココリコ）[13]、音尾琢真[13]、マキタスポーツ[13]、ほんこん[13]、後藤輝基（フットボールアワー）[13]

## スタッフ
- 企画・総合演出：髙橋利之
- 構成：桜井慎一、石原健次
- TM：黒木貴博（第10回）
- SW：三井隆裕（第6・8・10回）
- カメラ：西阪康史（第4・5・10回）
- MIX：亘美千子（第6回 - ）
- 調整：飯島友美（第5・10回）
- 照明：池長正宏（第10回）
- 編集：澤田直樹（スタジオwelt、第3回 - ）
- MA：杉本充宏（スタジオwelt、第9回 - ）
- 音効：加藤つよし（第1 - 4・6回 - ）
- 美術：葛西剛太（第2回 - ）
- デザイン：波多野真理
- マルチ：ジャパンテレビ
- TK：石島加奈子
- デスク：阿部絵里子（第6回 - ）
- リサーチ：エムカク
- 【ドラマ】（第8回 - ）
  - 演出：水野格（第9回 - ）
  - プロデューサー：櫻井雄一、渋谷英史（共に第9回 - 、櫻井→第9回はプロデューサー兼務）
- ディレクター：有瀧希（第3 - 8・10回）、池田翔（第4回 - ）、奈良脩人（第6回 - 、第3 - 5回では演出補）/ 中野虎之介（第10回）、尾頭慶哉（第8回 - ）、菊谷俊介（第10回）
- 演出：中山準士
- プロデューサー：天野英明（第8回 - ）、向山典子（第1回 - ）、大野もも（第9回 - ）、成子美里（第9回 - ）、東條いづみ（第7回 - 、第1 - 6回ではAP）、朝倉久実（第10回）、星野智絵（第7回 - 、第1 - 6回ではAP）/ 吉無田剛（第5 - 7・10回、第8・9回では統轄プロデューサー） / 菅賢治（第1回 - ）
- 制作協力：いまじん、SOKET（SOKET→第9回 - ）
- チーフプロデューサー：矢野尚子（第9回 - ）
- 製作著作：日本テレビ

### 過去のスタッフ
- 構成：山名宏和、金森直哉、三木敦、尾首大樹、杉山奈緒子、榊暁彦（全員第1回）
- TM：江村多加司（第1回）、小椋敏宏（第2 - 9回）
- SW：米田博之（第1 - 3・7・9回）、村松明（第4回）、渡辺滋雄（第5回）
- カメラ：中村佳央（第1 - 3・6・8回）、池田純哉（第7回）、伊藤孝浩（第9回）
- MIX：三石敏生（第1 - 3回）、藤岡絵里子（第4回）、大島康彦（第5回）
- 調整：佐久間治雄（第1 - 3・7・9回）、杉本裕治（第4回）、向山江梨佳（第6回）、天内理絵（第8回）
- 照明：千葉雄（第1・7回）、小川勉（第2回）、粂野高央（第3・5・8回）、小笠原雅登（第4回）、加藤恵介（第6・9回）
- ドラマ技術（第4回 - ）：外城勇一（第4・5回）、吉田航（第4 - 6回）、小原崇資、山口泰一郎（共に第5・7回）、笹川満（第6回）、高田彰彦、伊藤荒一郎（共に第7回）
- 編集：生田目隼（第1・2回）
- MA：佐渡吉志広（スタジオwelt、第1 - 8回）
- 音効：中村鉄太郎（第5回）
- 美術：佐藤千穂（第1回）
- デスク：宮城知代（第1 - 5回）
- リサーチ：喜多あおい、坪田あすか（ジーワン、共に第1 - 5回）
- 【ドラマ】（第8回）
  - 技術：市川正明（第4・6・8回）、土屋年弘（第8回）、阿部正美（第6・8回）、町田真祐（第4・8回）
  - メイク：竹内三枝子、目代遥（共に第8回）
  - 制作担当：小板洋司（第8回）
  - 方言指導：岐部公好（第8回）
  - スタイリスト：斎藤ますみ（第8回）
  - プロデューサー：能勢荘志（第8回）
  - 脚本：伊達さん（大人のカフェ、第9回）
- 演出補：手嶋晶太、松田咲紀（共に第1回）、神林直人、吉本沙織、市野綾海、木村真菜（共に第1・2回）、倉田隆一、小林潤平（共に第2回）、樫尾魁、土屋翔太（共に第2・3回）、増田行玖、佐々木拓弥、石川卓哉、矢澤永吉、伊藤善洋、藤村香里、森田大輝（共に第3回）、菅勇次朗、北原加歩、森山翠月、村上優奈、小松祥（共に第4回）、河﨑千佳子（第4・5回）、白井薫、小泉瑠沙子、近藤優人、吉村大輝、柴崎祐輔、田中雄大、森谷大輔、佐藤豪、梅田凌弥（共に第5回）、藤原優太、冨田栞里、齊藤杏美、赤石美希、松井康平、藤口和也、森井恒成（共に第6回）
- AP：本橋亜土、井出まり子（共に第1回）、原田貴子（第1・2回）、矢嶋麻実（第2回）、杉山直樹（第3回、第2回ではディレクター）、上田理永（第2・3回）、髙橋保乃（第3回まで）、松本幸子（第3・4回）、飯髙昌宏（第4・5回、第2回ではディレクター）、杉本朋子、張瑋容、佐々木麻理菜（共に第6回）
- ディレクター：上村雄一、古沢将、田中真之、守屋茂員（共に第1回）、綾部健二（第1・2回）、髙橋公彦（第1・3 - 5回）、作井正浩、小澤博之（第1・4回）、阿多野淳（第1・7・8回）、鈴木大介（第2・3回、第1回では演出補）、山嶋将義（第2・3回）、吉田陵（第2 - 5・7回）、須藤将太（第2 - 6・8回、第1回では演出補）、齋藤吉彦、渡辺浩則、荻原実、坂上祐生（共に第3回）、南村洋志（第3回、第1回では演出補）、池田修大、高梨智子、安戸まゆみ（共に第3 - 5回）、増田貴也（第3 - 9回）、鶴巻昌宏（第4・6回）、三木茜（第4 - 7回、第3回では演出補）、飯塚翔、小倉卓（共に第5回）、遠山広、岡田直也、齋藤直人（共に第6回）、五十棲崇之（第6・7回）、齋藤健太（第7回）、森田新之介（第7 - 9回、第2・3・5・6回では演出補）、笠原瑠宇久（第8回、第1回では演出補）、近藤優人（第9回） / 角谷幸樹、井上恭輔、西琴美、堀尾仁海、木村勇太（共に第7回）、千田野々香、今咲乃、奥村真帆（共に第7・8回、今→第1・4 - 6回では演出補）、松原凱人、林佑香、横井啓人、横山新太、齋藤勇輝、若杉美玲（共に第8回）、竹内翔大、剣持真衣奈、三木千亜里、楠見雅（共に第9回）
- 演出：福田逸平太（第1回）
- プロデューサー：岩下英恵（第1 - 4回）、渡邊文哉（第5・6回、第4回ではAP）、河野雄平（第7回） / 相川弘隆（第1回）、荻原伸之（第1 - 5回）、小島俊一（第1 - 8回）、名田雅哉（第1 - 3・6・8回）、冨永祐一（第2・3回）、竹内加奈子（第4 - 7回、第2・3回ではAP）、三浦由舞（第5回）、井上伸正（第5・6回、第1回ではディレクター）、柳井千晴（第5 - 7回）、佐藤理恵（第6・8回）、金ビンナ（第6・7・9回、第1 - 5回ではAP）/ 松井美樹、藤森彩夏、武田友香、植木風佳（共に第7回、藤森→第6回ではAP、植木→第5・6回ではAP）、松形侑香（第7・8回、第6回ではAP）、鈴木あかり、青海りな、大谷真弓（共に第8回、鈴木→第4 - 6回では演出補、第7回ではディレクター）、久石悠子、大松千紗都（共に第9回）
- 制作協力：ZIPPY（第1 - 5回）、創輝（第1 - 9回）、てっぱん（第6回）
- チーフプロデューサー：田中宏史（第1回）、松岡至（第2回）、糸井聖一（第3回）、横田崇（第4回）、川邊昭宏（第5 - 7回）、松本京子（第8回）

## 備考
第5弾では奈良県出身であるさんまが、地元にある独立局の奈良テレビで放送されている夕方ワイド番組「ゆうドキッ!」にアインシュタイン・りんごちゃんと共に出演をした模様が放送された。